# 新世界 (ACIDMANの曲)
「新世界」は、日本のロックバンドACIDMANの22枚目のシングル。
カップリングには、セルフカバーシリーズの「second line」として2ndアルバム『Loop』から「swayed」をリアレンジ。またアコースティックライブ等で披露された18thシングル「Under the rain」のアコースティックアレンジを収録。

## 概要
- 2012年第二弾シングル。
- ジャケットにはALMA電波望遠鏡で観測されたちょうこくしつ座R星の画像を使用。

## 収録曲
1. 新世界
2. swayed (second line)
2ndアルバム『Loop』収録曲。
四家卯大ストリングスによるストリングスアレンジが施されている。
3. Under the rain (acoustic)
18thシングル。7thアルバム『A beautiful greed』収録曲。

全曲作詞：大木伸夫、作曲：ACIDMAN